# Kranitz – Bei Trennung Geld zurück
Kranitz – Bei Trennung Geld zurück ist eine deutsche Comedy-Fernsehserie des Norddeutschen Rundfunks (NDR) mit Jan Georg Schütte als Paartherapeut  Klaus Kranitz in der Hauptrolle. Die Regie führte ebenfalls Jan Georg Schütte, der zudem mit Wolfgang Seesko, Sebastian Schultz für das Drehbuch verantwortlich zeichnete. Die erste Staffel der Serie wurde vom 20. Oktober bis zum 24. November 2021 in sechs Folgen beim NDR ausgestrahlt. Seit dem 15. Oktober 2021 sind alle Folgen der ersten Staffel zudem in der ARD-Mediathek zu sehen. Die zweite Staffel steht seit 25. November 2022 in der ARD Mediathek zur Verfügung. Eine TV-Ausstrahlung startete am 30. November im NDR Fernsehen.

## Aufbau
Der selbstbewusste Immobilienmakler Klaus Kranitz schlägt als weiteres Standbein den erfolgreichen Weg des Paartherapeuten ein.
Sein Geschäftsmodell und somit therapeutischer Ansatz ist es, Paare, die mit einem Problem zu ihm kommen, innerhalb von drei Sitzungen à 30 Minuten zu einem gemeinsam festgelegten Ziel (zumeist das Fortsetzen der romantischen Beziehung) zu führen. Für seine Dienste, die er als quasi unfehlbar anpreist, verlangt er 1500 Euro, von denen 1000 vor Beginn der ersten Sitzung fällig werden. Er gibt zudem eine „Geld-zurück-Garantie“ bei Misserfolg. Die jeweilige Folge ist in drei Akte (jeweilige Sitzung) unterteilt.
Den Ablauf der improvisierten Therapiesitzungen kannte nur Schütte, die Schauspieler wurden mit einigen Überraschungen konfrontiert. Vor dem Dreh kannten sie nur ihre Figur- und Paar-Profile.

## Handlung (Staffel 1)

### Folge 1: Tini & Jochen – Er weint viel
Mit Lisa Hagmeister und Charly Hübner
Tini und Jochen sehen kritisch auf ihre Umwelt. So glauben sie beispielsweise nicht an die „allgemein verbreitete Wahrheit“ über die  Terroranschläge vom 11. September 2001. Bei einem Vortrag über die „Wahrheit“ von 9/11 lernten sich der frühere Bauingenieur und die Hundephysiotherapeutin kennen und lieben. Unter anderem gingen beide während der Covid-19-Pandemie auf Querdenker-Demonstrationen mit. Seit einiger Zeit ist Tini wie besessen von dem Hund der Moderatorin Dunja Hayali namens Wilma. Doch aus Jochens Sicht dienen Soziale Medien und alles, was man zu Wilma im Netz findet, lediglich der Manipulation am Menschen, der seine Frau nun zu erliegen droht. Kranitz hat eine Lösung parat.

### Folge 2: Toto & Tom – Der Honesty Prank
Mit Gustav Schmidt und Bjarne Meisel
„T’n’T“, Tom (Thomas) und sein „Bro“ Toto (Thorsten) sind seit dreizehn Jahren Freunde, teilen alles im Leben, wohnen gemeinsam und sind inzwischen als Influencer-Duo äußerst erfolgreich. Sie suchen Kranitz auf, um ihren Kanal erneut bedienen zu können. Kranitz nutzt die Gelegenheit, um mit den beiden eine lukrative Wette abzuschließen. Die Dinge nehmen einen unvorhergesehenen Lauf.

### Folge 3: Jörn & Mareike – Flöten für Kröten
Mit Thomas Niehaus und Katharina Heyer
Jörn und Mareike leben vorbildlich umweltbewusst und engagieren sich für den Erhalt der Natur. So engagiert sich Jörn unter anderem bei der Initiative „Flöten für Kröten“ zum Amphibienschutz. Auch miteinander sind sie extrem rücksichtsvoll, den anderen bloß nie verletzen! Überhaupt ist Pazifismus wesentlich in ihrem Leben. Die enorme Rücksicht aufeinander führt jedoch auch dazu, dass es im Bett nicht mehr klappt. Kranitz schlägt beiden vor, sich dem Partner gegenüber wesentlich weniger rücksichtsvoll zu verhalten und wählt das Ehepaar Donald und Melania Trump zum Vorbild.

### Folge 4: Manni & Sandy – Barmbek statt Bahamas
Mit Bjarne Mädel und Anna Schudt
Manni, ein alter Freund von Kranitz, hat einen Job als Auftragskiller versemmelt und sucht Rat bei Kranitz. Heino zahlte 90.000 Euro um seine Ehefrau Sandy zu überführen, ihn zu betrügen, und zudem auch umzubringen, sollte sie tatsächlich untreu sein. Sie zu überführen gelang, jedoch bringt Manni es nicht übers Herz, die professionelle Heiratsschwindlerin, die sich ebenfalls in Manni verliebt hat, beiseite zu schaffen. Da beide so ihre Jobs nicht mehr ausführen können, ist Kranitz gefordert.

### Folge 5: Jutta & Bernd – Pflegestufe Ehe
Mit Angela Winkler und Günther Maria Halmer
Jutta und Bernd hatten sich in den Wilden 70ern kennengelernt. Ein freies Leben abseits des gesellschaftlich üblichen Daseins ließ beide weder heiraten noch einer geregelten Arbeit nachgehen. Für Jutta unerwartet erhielt sie einen romantischen Heiratsantrag und sieht die gemeinsamen Ideale schwinden. Kranitz schlägt radikale Maßnahmen vor.

### Folge 6: Dennis & Nyota – Aber ohne Schürze
Mit Aurel Manthei und Mercy Dorcas Otieno
Kraftfahrer Dennis sieht seine Ehe auf der Kippe und erwartet von seiner Ehefrau Nyota, ihre Rolle als Hausfrau und Mutter wie zu besten Zeiten auszufüllen. Nyota gibt eine Affäre zu, die sie jedoch nicht wie zunächst vermutet mit einer neuen Partnerschaft auslebt. Es ist etwas völlig anderes, dem sie sich leidenschaftlich widmet. Das Paar wieder in gleiche Bahnen zu lenken, ist eine besondere Herausforderung für Kranitz.

## Handlung (Staffel 2)

### Folge 1: Lothar & Madison – I don’t fuck monkeys
Mit Peter Simonischek und Alice Dwyer
Kranitz erwartet seinen Vater Lothar, der sich zeitlebens nie für seinen Sohn interessierte und lediglich mit Abwesenheit glänzte. Sein erster Besuch bei seinem Sohn nach über zehn Jahren findet in dessen Therapieräumlichkeiten statt. Der Versuch, seinen Vater zu einem privaten Abendessen zu überreden, scheitert. Der Aufenthalt des Vaters bei seinem Sohn wird zur Paartherapie-Sitzung, denn Lothar bringt seine weitaus jüngere Assistentin Madison mit. Es stellt sich heraus, dass beide ein loses intimes Verhältnis miteinander haben, wobei es seit einiger Zeit im Bett nicht mehr so läuft. Beide wollen zunächst nicht zugeben, dass sie sich mehr als eine Bettgeschichte wünschen. Auch kommt ans Licht, dass Lothar keine Chance auf die Position eines Dekans an der Stanford-Universität haben wird. Kranitz findet eine Lösung für die Probleme der beiden.

### Folge 2: Astrid & Mike – Der Junge hat Triebstau
Mit Laura Tonke und Yannik Heckmann
Astrid und Mike teilen nicht nur ihren kompletten Alltag, sondern auch seit 23 Jahren in einer 2-Zimmer-Wohnung Tisch und Bett miteinander. Wären sie nicht Mutter und Sohn, wäre dies eigentlich die perfekte Beziehung. Die Verkäuferin in einer Parfümerie und der Informationstechniker merken jedoch, dass zuletzt etwas nicht stimmt. Sie meint, dass Mike Hilfe braucht. Kranitz ist sich sicher, Mike hat einen Triebstau. Um das Problem zu lösen, bietet Kranitz Mike Unterkunft und Job. Mike soll die „Krating“-App, eine Dating-App entwickeln, die Kranitz zu neuer Kundschaft auf dem Immobilienmarkt und auf seiner „Couch“ verhelfen soll. Die kommende Sitzung mit Astrid und Mike bietet Überraschendes.

### Folge 3: Celine & Noah – Gang Bang Man
Mit Elisa Schlott und Edin Hasanović
Celine (eigentlich Katrin) und Noah sind die ersten Nutzer und auch das erste Paar der neuen Kranitz-Dating-App „Krating“. Sie studiert Kunstgeschichte, steht auf Party und kennt jeden in der Szene. Mit knapp 30 sieht sie in der App ihre letzte Chance auf eine feste Beziehung. Auch Noah sucht eine feste Bindung. Er arbeitet als Security und ist charakterlich eher ruhig und verbringt seine Freizeit gern auf der heimischen Couch. Nachdem seine letzte Beziehung scheiterte, versucht er wieder Vertrauen in das weibliche Geschlecht aufzubauen. Kranitz Expertise ist gefragt, um dem Paar den Weg zu ebnen und seiner App den nötigen Schwung zu verleihen.

### Folge 4: Manni/Mathieu & Iwan Meierle – Einer muss weg
Mit Bjarne Mädel und Aleksandar Jovanovic
Manni hat eine Persönlichkeitsstörung entwickelt. Seine zweite Persönlichkeit, Mathieu, ist friedfertig und einfühlsam. Iwan Meierle, mit dem Manni früher beruflich und privat gemeinsame Sache machte, hat nach einem Gefängnis-Aufenthalt noch eine Rechnung mit Manni offen. Beim Gespräch mit Kranitz diskutieren Iwan und Manni/Mathieu die Geschehnisse der Vergangenheit.

## Hintergrund
Das ARD-Hörspiel Paartherapeut Klaus Kranitz – Bei Trennung Geld zurück diente der Serie als Vorbild.
Die Dreharbeiten der sechs Folgen umfassenden ersten Staffel sind in Hamburg innerhalb von neun Tagen abgeschlossen worden. Die vier Folgen der zweiten Staffel, ebenfalls in Hamburg, wurden in sechs Tagen abgedreht.
Iwan Meierle, gespielt von Aleksandar Jovanovic, ist ebenfalls in der Serie Das Begräbnis zu sehen. In beiden Serien wird auch über Albaner-Toni gesprochen, der eigentlich ein Schweizer ist und am Bodensee lebt.

## Nominierungen
- Grimme-Preis: 2022[11]
- Deutscher Schauspielpreis: 2023 (Laura Tonke und Yannik Heckmann in Astrid & Mike – Der Junge hat Triebstau)[12]